# Historias en EastEnders
Desde el comienzo de la serie británica EastEnders en 1985, el programa ha presentado varias historias relacionadas con los personajes.

## The Banned(Los Prohibidos)
The Banned es una banda ficticia de la telenovela de la BBC EastEnders.

## Sharongate(Sharongate)
"Sharongate" es el término usado para la historia que comenzó el 24 de octubre de 1994, la cual se centraba en los personajes de Phil Mitchell, Grant Mitchell y su esposa Sharon Watts. El triángulo amoroso comenzó en septiembre de 1992 cuando Phil traicionó a su hermano con Sharon.

Sharon se une a la familia Mitchell en diciembre de 1991 cuando se casa con Grant, pero unos meses después comienzan a tener algunos problemas ya que Grant quería tener un bebé pero Sharon no, más tarde en julio de 1992 Sharon le confesó a Grant que había estado tomando pastillas anticonceptivas ya que no quería tener un bebé con él. Grant destrozado destruye el pub y desaparece por un par de semanas dejando a Phil para consolar a la devastada Sharon. 

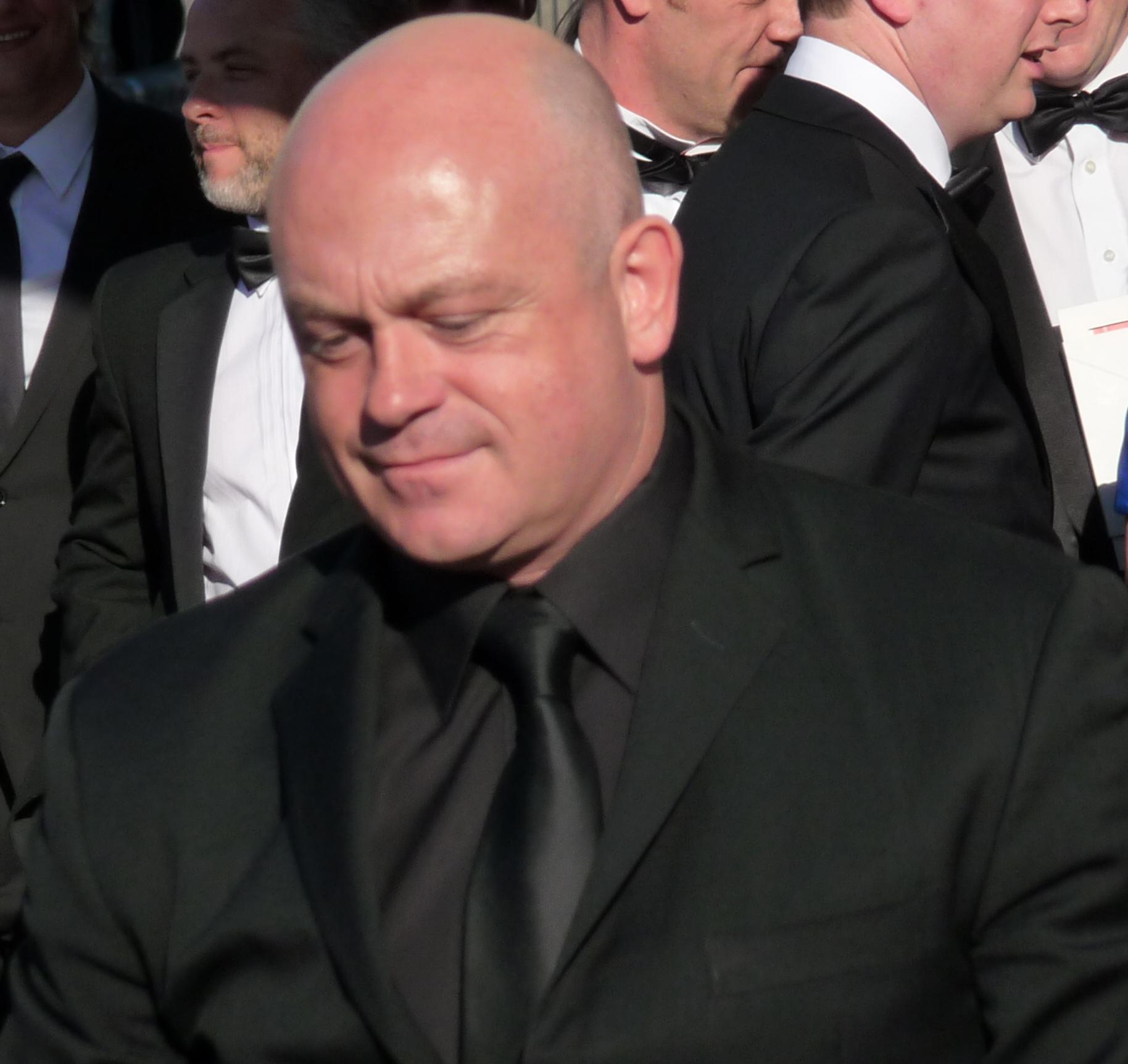
Ross Kemp interpreta a Grant Mitchell

Cuando Grant regresó prometió cambiar su comportamiento, sin embargo este no cumplió y de inmediato regresó a sus viejas costumbres saliendo con sus amigos toda la noche, dejando así a Phil para ayudar a Sharon en el "Vic". Una noche Sharon sintiéndose a salvo con Phil lo besó, esto eventualmente llevó a que ambos pasaran la noche juntos, marcando el inicio de su aventura. 
El reinado de terror de Grant continuó y pronto se vio envuelto en problemas, primero intimidando a Sharon y sus amigos, después destruyendo el Vic, y más tarde le prendió fuego al lugar para estafar al seguro, sin saber que Sharon estaba adentro. Cuando se enteró de que Grant había sido el culpable del incendio quedó furiosa y decidió tomar unas vacaciones para visitar a su madre en los Estados Unidos en diciembre de 1992. A su regreso a Walford tres meses más tarde intentó apoderarse de la mitad que Grant poseía del Vic y así obtener el control por completo. Sin embargo después de una pelea Grant golpea a Sharon quien a pesar de intentar esconder sus heridas, Phil y su mejor amiga, Michelle Fowler se dan cuenta de que algo estaba pasando.
Cuando el comportamiento de Grant comenzó a empeorar, Michelle llama a la policía, y cuando llegan Grant pierde los estribos y los ataca, dejando gravemente herido a un policía y golpeando a Michelle. Grant es arrestado y puesto en prisión preventiva. Con él fuera del camino Sharon y Phil continúan su romance. Mientras tanto en prisión Grant comienza a sospechar que Sharon está viendo a otro hombre y amenaza con matarlo si alguna vez lo encuentra.
Sharon y Phil comienzan a sentirse culpables por lo que están haciendo sin embargo no son capaces de decirle la verdad a Grant por miedo a las represalias. Cuando Grant sale finalmente de prisión Sharon y Grant regresan. Phil todavía enamorado de Sharon se casa con Nadia Borovac, una refugiada de Rumania para que esta pudiera obtener su visa, sin embargo el matrimonio no dura y la pareja se divorcia. 
Después de que su primer matrimonio se derrumbara Phil comienza a salir con Kathy Beale y eventualmente ambos se comprometen. Cuando Sharon descubre esto sintiéndose culpable, va a ver a Phil con la esperanza de reavivar su romance, ambos se besan sin embargo Phil recuerda todo lo pasado y la echa.
Más tarde en octubre de 1994 Sharon decide poner atrás su aventura con Phil y comienza a planear una familia con Grant. Cuando al novio de Michelle, Geoff Barnes se le ocurre la idea de entrevistar a las mujeres del lugar para crear un libro acerca de la importancia social y económica de las mujeres de East End, Sharon decide participar pero solo si Michelle lleva a cabo la entrevista. Durante la primavera del mismo año Michelle entrevista Sharon con una grabadora, sin embargo al final se dan cuenta de que se les olvidó encenderla y Sharon impulsada por Michelle comienza a revelar algunos detalles de su relación con Phil dejando evidencia de su aventura con él, la cual es grabada.
Unas semanas más tarde en la noche del compromiso de su hermano Phil con Kathy Hills, Grant quien regresaba de comprar cervezas recordó la cinta y escuchó el contenido. Destrozado e impactado por la traición de ambos regresa al "Vic" donde se celebraba la fiesta del compromiso, detiene la música y pone la cinta. Kathy sorprendida golpea a Sharon y la llama cualquiera mientras que Grant va a "The Arches" y cuando Phil lo sigue para explicarle Grant lo golpea dejándolo con una rotura de bazo, por lo cual fue hospitalizado. Phil pasa un tiempo en cuidados intensivos y al final se recupera de sus lesiones. Poco después él y su hermano se reconcilian cuando Grant logra que Phil culpe a Sharon por la aventura. 
Grant comienza a hacer de la vida de Sharon una miseria, humillándola constantemente en público, actuando de forma agresiva, rompiendo platos en la mesa en la que está sentada y llamándola la "cualquiera del pub". A pesar de esto Sharon intenta reconciliarse y aguanta el abuso durante varios meses, negándose a cederle la demanda del divorcio. Sin embargo Grant encuentra nuevas formas de humillarla y finalmente el día de Navidad Sharon finalmente decide firmar los papeles del divorcio. Después de esto se muda a los Estados Unidos con su madre, Angie. Esto llevó al regreso de la madre de Phil y Grant, Peggy Mitchell, quien asumió el cargo de casera en lugar de Sharon.
Cuando Sharon regresó en marzo de 1995 obtuvo la hostilidad de Grant, Phil y Peggy, a pesar de esto Sharon no estaba perturbada y se comportó valientemente, al final obtuvo el respeto de Grant, quien comenzó a darse cuenta de que todavía estaba enamorado de ella. 
Sharon decidida a vengarse por todos los maltratos que tuvo que soportar, logra que Grant crea que una propuesta de matrimonio pública logrará sellar su reencuentro, Grant decide pedirle matrimonio la noche en que se efectúa un concurso en el "Vic", sin embargo Sharon no pudo seguir con su plan y detuvo a Grant antes de que se humillara enfrente de toda esa gente y su familia. Poco después antes de regresar a los Estados Unidos Sharon le confiesa a Grant que todavía lo ama y se va lo cual deja destrozado a Grant.

## Who Shot Phil?(¿Quién le disparó a Phil?)
Historia transmitida en el 2001 y que se centra en el personaje de Phil Mitchell. Todo comenzó en el 2000 cuando su personaje se comenzó a volver malvado y se hizo muchos enemigos en Albert Square, ya en el 2001 su personaje se convirtió en uno de los villanos de la novela.
En el episodio que salió al aire el 1 de marzo de 2001, cuando el timbre sonó Phil abrió la puerta y al no ver a nadie se volteó y recibió un disparo en la espalda y cayó por las escaleras. Minutos después Phil fue encontrado por Beppe di Marco y fue llevado inmediatamente al hospital donde los doctores realizaron una operación de emergencia para extraer la bala. Varios personajes fueron acusados por el asesinato y los espectadores se quedaron pensando quién era el verdadero culpable durante semanas. Varias escenas fueron filmadas para posibles finales del accidente y sólo pocos ejecutivos sabían la identidad del verdadero culpable. 

### Principales Sospechosos

#### Mark Fowler
Mark, estaba resentido con Phil debido a la forma en que este trataba a Lisa.

#### Lisa Fowler
Lisa atacó a Phil con una placa a principios de la semana y estaba enojada con él por su comportamiento abusivo hacia ella.
La relación entre ambos era problemática, Phil abusaba emocional y mentalmente de ella, también le ocasionó un aborto y le fue infiel con su mejor amiga Melanie Healy.

#### Dan Sullivan
Dan es enemigo de Phil desde hace tiempo; Dan regresó a Albert Square la noche del accidente y le exigió a Phil dinero, ya que este lo había engañado cuando vendió su parte de "Queen Vic". Sullivan fue visto salir de una cabina telefónica después de que Phil llegara a su casa y recibiera una llamada falsa.

#### Ian Beale
Ian es otro enemigo desde hace tiempo de Phil. Ian salió de los arbustos después de que Phil recibiera el disparo. Unas horas antes del accidente él y Phil habían tenido una pelea. Puede ser culpable ya que cuando comenzó a cuestionar a Phil acerca de su aventura con Mel, quien había sido esposa de Ian durante un breve tiempo; este le dijo que ella no era tan buena como su madre Kathy. Poco después Phil se fue a la discoteca e20 e Ian lo siguió y comenzó a burlarse de él. Ian tomó una barra de metal para intimidar a Phil, quien perdió los estribos y comenzó a golpearlo y sólo se detuvo cuando Mel le gritó que lo dejara.

#### Steve Owen
Steve buscaba vengarse de Phil, ya que se acababa de enterar de que él se había acostado con su prometida Melanie "Mel" Healy.

### Culpable
En el episodio transmitido el 5 de abril de 2001 se transmitió un episodio en donde Phil salía del hospital cinco semanas después de recibir el disparo, poco después recibió la visita de Lisa Fowler (interpretada por Lucy Benjamin), su antigua novia. Cuando Lisa trató de recuperar el arma que había escondido dentro de un juego de Monopoly Phil la descubrió y amenazó con matarla. Poco después Lisa le reveló que ella había sido la responsable del disparo. Más tarde Mel descubrió la verdad y luego que Phil ya lo sabía.
La actriz que interpretó a Lisa, tuvo que guardar el secreto por casi dos meses de los demás actores. El primero que se enteró de quien era el verdadero culpable fue el actor Todd Carty, quien interpretó al esposo de Lisa, Mark Fowler. Todd incluso se enteró mucho antes que la propia actriz.

## Get Johnny Week(Obten una Semana Johnny)
Fue una historia de una semana que ocurre a finales de marzo del 2006 y se centra en los personajes de Phil & Grant Mitchell, Johnny & Ruby Allen y Jake & Danny Moon. Todo comienza cuando los hermanos Mitchell buscan vengarse del gánster Johnny Allen y con el cambio de actitud de Grant Mitchell, quien se convierte en el hermano diplomático y pacificador cuando antes él era el más volátil y temperamental.
El día comienza con Phil despertando de una pesadilla en donde tiene las manos manchadas de sangre, pronto se da cuenta de que está viendo imágenes del reciente asesinato de Dennis Rickman. Phil y su hermano, Grant deciden ir a jugar un partido de golf pero se detienen en una cafetería en Essex donde se ponen a platicar acerca de sus problemas, entre ellas la lucha de Phil por evitar caer en el alcoholismo de nuevo. Poco después un extraño se les acerca en el café y hace una broma sarcástica acerca de la cabeza calva de Phil y Grant. El extraño sigue a Phil a los baños y comienza a cantar I'm Too Sexy, por lo cual Phil reacciona y lo golpea dejándolo inconsciente. 
Cuando los hermanos dejan el café Grant le dice a Phil que ha estado viendo a un terapeuta en un intento por enfrentar sus propios demonios. Cuando pasan una casa en el campo Phil le ordena a Grant que detenga el auto, él lo hace y Phil él dice que está listo para enfrentar sus demonios y que han llegado a la casa de Johnny Allen.
Phil comienza a recorrer la casa de Johnny en un intento por entrar, mientras que Grant le ruega que deje de ser estúpido y que se vayan. Phil le explica a su hermano que no puede irse hasta cumplir con la promesa que le hizo a la esposa de Dennis, Sharon Watts (quien anteriormente había sido esposa de Grant y había tenido una aventura con Phil), a quien le prometió vengarse del hombre que mató a Dennis a puñaladas, asesinato que Johnny había ordenado. Mientras tanto Johnny descubre a Phil por medio de las cámaras que tiene afuera de la casa y cuando lo encuentra comienza a golpearlo. 
Cuando Grant llega donde está su hermano lo encuentra siendo amenazado por Johnny y su cómplice, Danny Moon. Grant golpea a Danny mientras que Johnny huye y entra a su oficina donde comienza a discutir con su hija, Ruby quien está molesta con él por ser un alcohólico. Finalmente Phil logra intimidar a Johnny para lograr que admita que participó en la muerte de Dennis y luego le da una paliza.
La rabia de Phil en contra de Johnny se intensifica y lo amenaza con dispararle pero este es detenido por su hermano quien le impide apretar el gatillo justo a tiempo. Cuando Danny intenta defender a Johnny recibe otra paliza por parte de Phil y huye hacia la casa, mientras que Johnny logra huir en su coche.
Phil y Grant comienzan a seguirlo y llegan a un patio abandonado en donde Phil casi lo atropella. Johnny logra escaparse de los hermanos y pronto estos comienzan a pelear. Cuando Grant insulta a Phil por ser un mal padre, Phil destruye el coche. Cuando Johnny regresa donde se habían quedado los hermanos lleva una pistola consigo y les apunta, obligándolos a regresar a la casa, en el camino Grant se da cuenta de que Johnny tiene intención de matarlos y pronto sus temores son confirmados cuando este le ordena a Danny que los lleve lejos en el bosque y los mate. 
Cuando Phil oye un disparo abre los ojos sólo para ver a Danny tirado en el suelo y muerto, cuando Phil se voltea ve a Jake Moon, el hermano de Danny, con una pistola. Jake queda devastado por haber matado a su hermano, ya que sólo quería detenerlo de matar a alguien más. Después de que los hermanos se van, Jake entierra el cuerpo de su hermano en el bosque.
Mientras tanto Ruby descubre un teléfono móvil que contiene fotos del asesinato de Dennis y anuncia que le ha informado a su padre que la policía ya sabe todo acerca de sus delitos y que están en camino a la casa. Johnny es arrestado e inmediatamente confiesa que él fue quien asesinó a Andy Hunter y que también fue él quién le ordenó a Danny matar a Dennis Rickman. 
Poco después Johnny es declarado culpable del asesinato de Andy y de ordenar el de Dennis y recibe una sentencia de cadena perpetua. El juez recomienda que debe de pasar por lo menos 27 años tras las rejas antes de ser considerado para la liberación, sin embargo esto no sucede ya que Johnny sufre un ataque al corazón en prisión y muere en el hospital al día siguiente.

## The Secret Mitchell(El Mitchell Secreto)
Historia que se inició en mayo del 2008 y acabó el 2 de abril de 2009, la cual involucra a Archie Mitchell, Ronnie Mitchell y Danielle Jones. En donde se reveló que Danielle era la hija biológica de Ronnie, la cual su padre Archie le había dicho que había muerto al nacer y había dado en adopción. Sin embargo la felicidad de Ronnie y Danielle no duró, ya que minutos después de descubrir la verdad Danielle fue atropellada por Janine Butcher lo cual ocasionó su muerte.

## Who Killed Archie?(¿Quién mató a Archie?)
Historia que se inició el 25 de diciembre de 2009 cuando el personaje de Archie Mitchell, interpretado por el actor Larry Lamb; fue asesinado por un personaje.
Los eventos que sucedieron antes y después del asesinato llevan a varios de los personajes a convertirse en sospechosos de asesinato. El culpable fue mantenido en secreto en el equipo de producción y sólo 7 personas sabían quien era el verdadero asesino, mientras tanto varios personajes filmaron varios finales posibles. 

### Principales Sospechosos:[7]

#### Peggy Mitchell
Es la esposa de Archie, quien buscaba vengarse de él por haber convertido su vida en una vida miserable, también de que está harta de que siempre la controlara y manipulara. También quiere vengarse de él después de que se entera de que Archie es el culpable de la desaparición de Sam por la cual se saltó su libertad bajo fianza y los Mitchell perdieron todo su dinero.

#### Ronnie Mitchell
Ronnie es la hija mayor de Archie, quien buscaba vengarse de él, ya que lo culpaba por haber ocasionado que su madre se fuera y por haberla forzado a renunciar a su bebé cuando apenas tenía 14 años y por haberla amenazado de muerte. También lo culpaba por la muerte de su hija Danielle Jones, por haberle causado un aborto y por haberla violado cuando era joven.

#### Roxy Mitchell
Roxy es la hija menor de Archie y siempre ha sido la niña de papá. Sin embargo después de ver como su padre trataba al resto de la familia y al ver como los sacó del "The Vic", en Nochebuena, se aleja de él y decide vengarse. También se alejó de él al ver como su padre trataba a su hermana Ronnie y a su madrastra Peggy.

#### Sam Mitchell
Sam es hija de Peggy y sobrina de Archie, quien busca vengarse de él. Cuando Sam regresó a Waldford el día de Navidad, descubrió que Archie había orquestado su salida del lugar en primer lugar. Al darse cuenta del dolor que le acusó a su familia Sam fue a enfrentar a su tío quien le cerró la puerta en la cara.

#### Phil Mitchell
Phil no mató a Archie cuando su madre Peggy se lo pidió a principios de este año, en su lugar permitió a Archie irse de Waldford. Ahora probablemente Phil haya sido el culpable de la muerte de su padrastro para demostrarle a su madre que es tan buen hijo como su hermano Grant.

#### Grant Mitchell
Grant es el hijo de Peggy e hijo adoptivo de Archie. Cuando su madre iba a visitarlo a España es posible que le haya contado acerca de como Archie la trataba. Es probable de que Grant incapaz de ver como Archie destruía a su familia haya regresado de España para hacer el trabajo sucio de su hermano Phil y vengarse de Archie.

#### Billy Mitchell
Billy es el sobrino de Archie, quién al darse cuenta de que había traicionado al resto de su familia al mantener el plan secreto de Archie y Janine. Billy pudo haber matado a Archie para probar que finalmente él no era el pequeño e indefenso del clan.

#### Glenda Mitchell
Glenda es la exesposa de Archie, quien dejó a sus hijas Ronnie y Roxy para irse a Australia y así huir de la naturaleza controladora de Archie. Cuando se enteró de que Archie había vuelto a casarse decidió regresar para asegurarse de que Peggy no sufriera la misma vida que ella sufrió al lado de Archie.

#### Janine Butcher
Janine es la ex-prometida de Archie, quien busca vengarse de él cuando descubrió que este la había engañado y que solo la estaba usando para obtener el "The Vic".

#### Jack Branning
Jack busca vengarse de Archie debido a que este lo amenazó de exponer su romance con Sam cuando Jack se negó a ayudarlo a orquestar la desaparición de Sam. También lo odio debido a la forma en que Archie trata a Ronnie, durante el episodio de Navidad, Jack lo enfrenta por haberle ocasionado a Ronnie un aborto.

#### Bradley Branning
Bradley busca vengarse de Archie después de enterarse de que este había violado a su esposa Stacey Slater. Furioso con Archie por haberse aprovechado de ella Bradley lo confronta en el "The Vic" y lo golpea dos veces.

#### Stacey Slater
Stacey buscaba vengarse de Archie después de que este la violara y tratara de matarla.

#### Ian Beale
Ian busca vengarse de Archie, después de que este lo chantajease para que le venda las deudas de los Mitchell y así tener el control de "The Vic". Ian quedó furioso debido a que su medio hermano Ben Mitchell actuara por encima de él. Ian también busca vengarse de Archie después de que este lo amenazara con mostrarle a Jane Collins en Navidad un audio en donde se ve a Ian acostándose con Janine.

#### Lucas Johnson
Lucas no tiene ninguna relación con Archie, sin embargo lo buscaba callar a toda costa, ya que él sabía que Lucas había matado a su esposa Trina Johnson y a Owen Turner. Lucas asesinó a Trina después de empujarla y al caer ella se clavara un rastrillo en su garganta y a Owen lo estranguló después de que este lo amenazara con ir con la policía y decirles que él había asesinado a Trina.

#### Pat Evans
Pat no tenía ninguna relación con Archie, sin embargo es una de las mejores amigas de Peggy. A Pat no le agradaba para nada Archie ya que había estado observando la forma en que él trataba a Peggy.

#### Tracey
Tracey era la exempleada de Archie, quien no quedó muy feliz cuando Janine y Archie se hicieron cargo de "The Vic", y ciertamente no estaba feliz trabajando con ellos. La gota que colmó el vaso de Tracey fue cuando Janine le sugirió que se pusiera un poco de oropel en el pelo para parecer un poco más festiva.

### Culpable
Más tarde durante el episodio titulado "EastEnders Live" transmitido el 19 de febrero de 2010 con motivo del aniversario número 25 del programa se reveló que el asesino de Archie era en realidad Stacey Slater, interpretada por Lacey Turner; la actriz se enteró de que su personaje era la culpable a solo 30 minutos antes de que empezara la emisión.
Finalmente en el episodio transmitido el 26 de marzo del mismo año Stacey le explicó a Max Branning como mató a Archie y más tarde le reveló la verdad a Peggy Mitchell y a su novio Ryan Malloy.